# Thiruporur
Thiruporur là một thị xã panchayat của quận Kancheepuram thuộc bang Tamil Nadu, Ấn Độ.

## Nhân khẩu
Theo điều tra dân số năm 2001 của Ấn Độ, Thiruporur có dân số 8302 người. Phái nam chiếm 50% tổng số dân và phái nữ chiếm 50%. Thiruporur có tỷ lệ 70% biết đọc biết viết, cao hơn tỷ lệ trung bình toàn quốc là 59,5%: tỷ lệ cho phái nam là 77%, và tỷ lệ cho phái nữ là 63%. Tại Thiruporur, 13% dân số nhỏ hơn 6 tuổi.